# La Flocellière
La Flocellière là một xã ở tỉnh Vendée trong vùng Pays de la Loire, Pháp. Xã này có diện tích 29,19 kilômét vuông, dân số năm 2006 là 2251 người. Xã này nằm ở khu vực có độ cao trung bình 215 mét trên mực nước biển.

## Biến động dân số
| Năm | 1962  | 1968  | 1975  | 1982  | 1990  | 1999  | 2006  |
| --- | ----- | ----- | ----- | ----- | ----- | ----- | ----- |
| Dân số | 1 660 | 1 754 | 1 819 | 1 897 | 1 958 | 1 842 | 2 251 |
| From the year 1962 on: No double counting—residents of multiple communes (e.g. students and military personnel) are counted only once. |       |       |       |       |       |       |       |